# Lasiognathus dinema
Lasiognathus dinema es una especie de pez lofiforme de la familia Thaumatichthyidae

## Distribución geográfica
Es oriunda del norte del golfo de México, habitando a profundidades entre 1000 y 1500 metros.
Se diferencia de los demás rapes por poseer órgano que proyecta luz bioluminiscente.